# Глизе 911
Глизе 911 (англ. Gliese 911) — одиночная звезда в созвездии Водолея на расстоянии приблизительно 76 световых лет (около 23,4 парсека) от Солнца. Видимая звёздная величина звезды — +10,8m.
Вокруг звезды обращается, как минимум, одна планета.

## Характеристики
Глизе 911 — красный карлик спектрального класса M0V, или M0,5. Масса — около 0,58 солнечной, радиус — около 0,563 солнечного, светимость — около 0,05 солнечной. Эффективная температура — около 3800 К.

## Планетная система
В 2019 году командой астрономов было объявлено об открытии планеты GJ 911 b в системе.
В 2019 году учёными, анализирующими данные проектов HIPPARCOS и Gaia, у звезды обнаружена планета HIP 117886 c.